# 大嶋啓之
大嶋 啓之（おおしま ひろゆき、1979年3月29日 - ）は、日本の作曲家・編曲家。栃木県宇都宮市出身。

## 概要
DTMによる幅広いジャンルの曲を作曲しており、まれに作詞も行う。特にイージーリスニング、ヒーリング・ミュージック、民族音楽が得意。また、同人音楽サークル「Ninja Action Team」 (NAT) の結成以来のメンバーであり、NATの実質的な管理者として活動している。

## 経歴
- 1999年
  - 12月：ウェブサイト「Perfect Vanity」を開設。MIDIやBMSによる自主制作楽曲の配信を開始
- 2001年
  - 1月：My-Melody（現・muzie）にてMP3による楽曲配信開始
  - 7月：自主制作盤「Vanity Fair」リリース
  - 8月：同人音楽サークル「Ninja Action Team」結成
- 2003年
  - 7月：自主制作盤「Paradise Lost」リリース
- 2005年
  - 10月：音楽レーベル「Voltage of Imagination」（VOI）のコンセプトアルバムシリーズ「ORBITAL MANEUVER」の第1弾（geotaxis）のサウンドプロデュースを担当
- 2006年
  - 2月：「ORBITAL MANEUVER」の第2弾（anemotaxis）のサウンドプロデュースを担当
  - 4月：テレビアニメ「ひぐらしのなく頃に」（第1期）のエンディングテーマ「why, or why not」の作編曲を担当
  - 8月：「ORBITAL MANEUVER」の第3弾（phototaxis）のサウンドプロデュースを担当
- 2008年
  - 2月：VOIのコンセプトアルバム「Yggdrasill Minstrelsy -The Eternal Skywalker-」のサウンドプロデュースを担当
  - 8月：VOIのコンセプトアルバム「Blue Canopy」のサウンドプロデュースを担当
- 2009年
  - 8月：自主制作盤「睡眠都市」リリース
- 2010年
  - 8月：自主制作盤「ハルモニア」リリース
- 2020年
  - 『天穂のサクナヒメ』BGM全曲の制作を担当[1]

## 作品

### 自主制作盤
- Vanity Fair　（2001年7月）　＊販売終了

1. Vision cube
2. The Ark awakes from the Sea of Chaos　（原曲：「眠りの方舟」（作曲：Miel）　編曲：大嶋啓之）
3. PALE BLUE [club mix]
4. Perfect Vanity's Theme
5. Aquaprison
6. Silent Squall [album version]
7. Crackin'
8. 面影 [Someone like you]
9. Stake me on the Roulette [urban street mix]
10. Perfect Velosity
11. Slept bone in the Island of the Blessed

- Paradise Lost　（2003年7月）　＊販売終了

1. Dawn of the midnight sun
2. 天路歴程
3. 千年の庭
4. 海と大地の絆　（作詞：大嶋啓之　英訳：Sacley KING　唄：桃輝（現・桃木真美））
5. 風と草原の彩り
6. Roaming through the silver forest
7. ロンブローゾの檻
8. エーテルの海
9. Reverie　（原曲：「虚空の楽園」　作詞：Ocean Wakefield　編曲：はまたけし　唄：riya）
10. アムリタ
11. 虚無への黙祷
12. Pilgrim's lullaby　（作詞：Lueur　唄：桃輝）

- 睡眠都市　（2009年8月）

　Track2～7　作詞：大嶋啓之　唄：茶太
1. swim into the city
2. 飛ぶ夢を見ない
3. ハルシオン
4. うそつきライアー
5. close to close
6. パーフェクトヴァニティ
7. 睡眠都市

- ハルモニア　（2010年8月）

　作詞：大嶋啓之　唄：三澤秋
1. ささやかな追想
2. 虹の橋へ
3. 象られた絆
4. 面影　（原曲：「面影 [Someone like you]」）
5. ハルモニア

- epitaph　（2021年4月）

　作詞：大嶋啓之　唄：kidlit
1. 都市と亡霊
2. 舞い散る灰の
3. 飛べない鳥のランドスケープ
4. 虚栄の市
5. 水の中の永遠
6. メトロニカが聞こえない
7. キリンは海の涯てを知るか
8. 灯台守に安息を

### Ninja Action Team 名義
- NINJATRAPS　（2004年8月）　＊販売終了
- オノケンサンバII　（feat. ONOKEN　2006年12月）　＊販売終了

### サウンドプロデュース
- ORBITAL MANEUVER phase one：geotaxis　（feat. 霜月はるか　2005年10月）
- ORBITAL MANEUVER phase two：anemotaxis　（feat. 茶太　2006年2月）
- ORBITAL MANEUVER phase three：phototaxis　（feat. 片霧烈火　2006年8月）
- Yggdrasill Minstrelsy -The Eternal Skywalker-　（feat. Lia、Ikuko　2008年2月）
- Blue Canopy　（feat. 宮良彩子　2008年8月）

### 楽曲提供／アニメ・ゲーム
- 21世紀版Lost Memory (Windows)： BGM、サウンドトラック製作 (2001-2004年)[2]
- Littlewitch
  - 少女魔法学リトルウィッチロマネスク　： BGM　（2005年7月）
  - リトルウィッチファンディスク 〜ちいさな魔女の贈りもの〜　： 主題歌「世界を回して」　（2006年4月）
    - ＊販売終了

  - ピリオド　： BGM、エンディングテーマ「Leap into high」　（2007年12月）
    - ＊音のコンパス（霜月はるか　2008年6月）にも収録
- ひぐらしのなく頃に（第1期） ： エンディングテーマ「why, or why not」　（2006年）
  - イメージアルバム『かけらむすび』イメージソング「when they cry」　（2006年9月）
  - イメージアルバム『こころむすび』 イメージソング「ワタシノタメノセカイノアリカタ」　（2007年12月）
- 英雄×戦姫：BGM　（2012年3月）
- アクセル・ワールド：BGM　（2012年4月）[3]
- Cytus II：追加楽曲（2020年1月）[4]
- 天穂のサクナヒメ  （Steam/PS4/Nintendo Switch）： BGM （2020年11月）
  - アレンジアルバム『実演楽曲集 奏 ーかなでー』（2021年5月）[5]

### 楽曲提供／VOI
- あさやけぼーだーらいん：「ヒカリ」　（2007年1月）
- 空想活劇：「旅の途中」　（2009年12月）
- ダブルブリッド Depth Break：「序」「Depth Break」「硝子玉の中のセカイ」　（2010年8月）
- アスクライブ・トゥ・ヘヴン ミクロコスモス：「ミクロコスモス」「夢見るチカラ」　（2011年9月）
- 空想活劇・参：「Smileより愛をこめて」（2012年1月）
- 空想活劇REALiZE 星海のアーキペラゴ　（2012年5月）

### 楽曲提供／その他
- 呉義賊／五大天王（サークル「ninja spirits」　2002年12月）
- spiral rhythm　（猪瀬真由　2004年）
- Soar：「鳥人」「明日への旅」「童神」「Soar」　（桃輝　2006年12月）　＊販売終了
- Bravery～辿り着きたい君へ～：「夜明け前」　（茶太　2007年6月）

＊茶太WorksBest（2009年4月）にも収録
- 晴れやかなるソラの行方：「栄光の墓場」　（CLOSED/UNDERGROUND（片霧烈火）　2007年6月）
- 空の記憶：「モノクロ」　（茶太　2008年3月）
- Summer Mix Vol.2：「Wherever you are」　（虎の穴　2008年7月）
- Stella Musica：「にわか」　（三澤秋　2008年12月）
- ユアウエア：「The Winds of Change」　（IKU　2009年3月）
- 紅白みん合戦：「おんな吹雪酒」　（CLOSED/UNDERGROUND　2009年5月）
- 而立 ～さよなら20代～：「レベル30」　（さよなら20代制作委員会　2009年12月）